# Willem Cornelis Johannes Josephus Cremers
Willem Cornelis Johannes Josephus Cremers (Groningen, 17 januari 1818 – Arnhem, 24 mei 1906) was een Nederlands jurist en politicus.

## Familie
Willem Cremers was een lid van de Groningse, katholieke familie Cremers en een zoon van mr. Gellius Josephus Nicolaus Cremers en Henrica Arnoldina Maria Josepha Knoppert. Hij trouwde in 1850 met Johanna Maria Helmich (1820-1898). Uit dit huwelijk werden zeven kinderen geboren, onder wie een dochter Anna die trouwde met Jan Joseph Godfried van Voorst tot Voorst.

## Loopbaan
Na zijn rechtenstudie was Cremers griffier van het kantongerecht in Winschoten en vervolgens rechter, raadsheer bij en vicepresident van het gerechtshof Arnhem. Hij kwam in 1887 voor het district Almelo in de Tweede Kamer en maakte in 1891 vrijwillig plaats voor Dr. Schaepman, die in Wijk bij Duurstede niet herkozen was. Hij was daarna elf jaar Eerste Kamerlid. Cremers publiceerde verschillende juridische studies. Hij werd benoemd tot ridder in de Orde van de Nederlandse Leeuw en tot commandeur in de Orde van Oranje-Nassau.